# Deoxiribos

Deoxribos

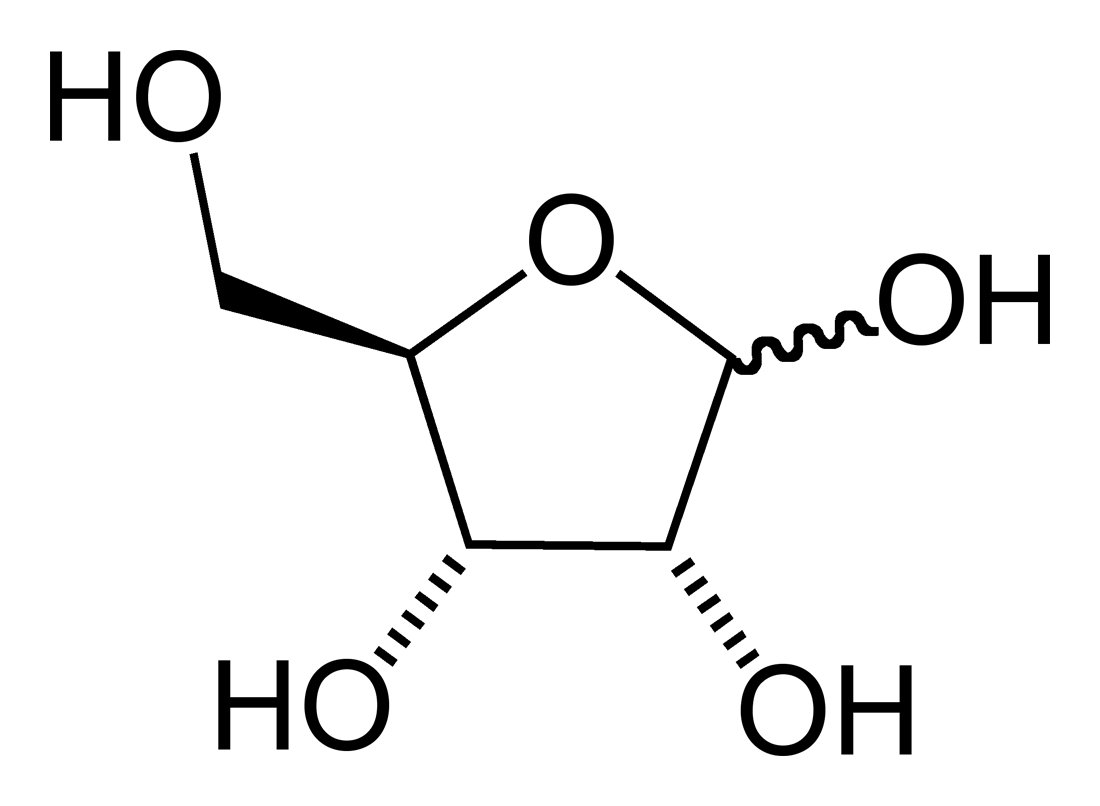
Ribos

Deoxiribos är en enkel sockerart, en monosackarid (närmare bestämt en pentos), som är en viktig byggsten i DNA. Molekylen är snarlik ribos och prefixet deoxi- i namnet kommer från att OH-gruppen på kol nummer två är utbytt mot ett väte. I DNA är två fosfatgrupper från DNA:ts ”ryggrad” bundna till tredje respektive femte kolet, och en kvävebas till det första kolet i kedjan. I RNA är ribos det socker som används som byggsten.